# Нчимунья Джон Сікаулу
Нчимунья Джон Сікаулу (англ. Nchimunya John Sikaulu) — замбійський політик та дипломат. Надзвичайний і Повноважний Посол Замбії в Україні за сумісництвом (1995—2001).

## Життєпис
Працював радником постійного представництва Замбії при ООН.
22 квітня 1993 року разом з Послом України в РФ Володимиром Крижанівським підписав Протокол про встановлення дипломатичних відносин між Україною і Республікою Замбія.
З 1994 року — Надзвичайний і Повноважний Посол Замбії в РФ. Представляв інтереси Замбії в Албанії, Азербайджані, Білорусі, Вірменії, Грузії, Казахстані, Киргизстані, Молдові, Таджикистані та Узбекистані.
З 1995 року — Надзвичайний і Повноважний Посол Замбії в Україні за сумісництвом. У 1995 році вручив вірчі грамоти Президенту України Леоніду Кучмі
15 січня 2016 року помер від раку